# Teatro Nacional São João
O TNSJ - Teatro Nacional São João, E.P.E. MHM localiza-se na Praça da Batalha, no centro histórico da cidade do Porto, Distrito do Porto, em Portugal. Para além do edifício-base, integram esta estrutura o Teatro Carlos Alberto e o Mosteiro de São Bento da Vitória.

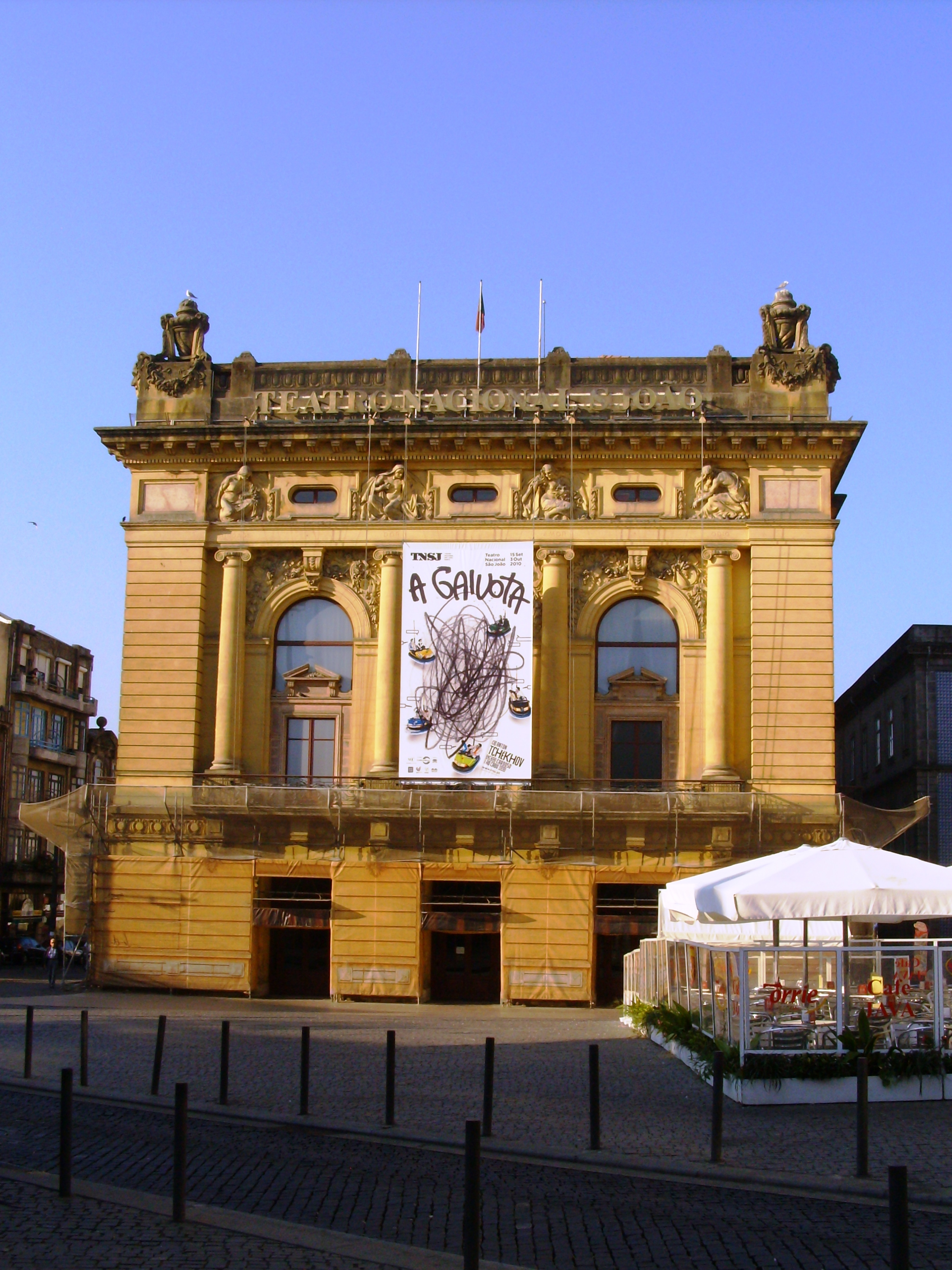
Fachada do Teatro Nacional São João, no Porto.

## História
Denominado originalmente como Real Teatro de São João, a sua primitiva edificação foi erguida em 1794 por determinação de Francisco de Almada e Mendonça, com projecto do arquitecto italiano Vicente Mazzoneschi, que havia sido cenógrafo do Teatro de São Carlos em Lisboa. Foi inaugurado com a comédia "A Vivandeira" a 13 de Maio de 1798, com o intuito de assinalar o aniversário do príncipe D. João (futuro D. João VI), motivo este por que, nos primeiros tempos, ainda lhe deram o nome de Teatro do Príncipe.
A estrutura interior do original Real Teatro de São João era semelhante à do Teatro de São Carlos, e a sua composição próxima dos teatros de tipo italiano que, na época, se tinham estabelecido como regra de sucesso. 
Em 11 de Abril de 1908 um violento incêndio destruiu completamente o edifício. 
Sem se conformar com a perda, logo uma comissão se constituiu para a sua reconstrução, que teve início em 1911, com projecto de Marques da Silva. Foi inaugurado a 7 de Março de 1920. E foi adquirido pelo Estado português em 1992, sendo submetido a obras de restauro entre 1993 e 1995.
Hoje, o edifício totalmente reconstruído é um dos principais edifícios da cidade, tendo como missão principal a apresentação de espetáculos de teatro, sendo local de realização dos principais espectáculos culturais da cidade, onde, nomeadamente, se realizou o festival PoNTI - Porto Natal Teatro Internacional.
Em 2012, o teatro  foi reclassificado como monumento nacional. A reclassificação, aprovada em Conselho de Ministros, a 24 de Maio, foi publicada em Diário da República no dia 10 de Julho de 2012. A 7 de Março de 2020 foi feito Membro-Honorário da Ordem do Mérito.

## Características
O atual edifício, de aspecto robusto mas sem estilo definido, é composto por uma imponente frontaria guarnecida por quatro colunas jónicas, entre as quais se abrem três janelas de arco pleno e outras tantas portas.
Internamente, a decoração da sala de espectáculos e principais salões ficou a cargo dos pintores Acácio Lino e José de Brito e dos escultores Henrique Moreira, Diogo de Macedo e Sousa Caldas, sendo estes dois últimos responsáveis pelas quatro figuras alegóricas colocadas no friso do entablamento e que representam a Bondade, a Dor, o Ódio e o Amor.